# Meridiano 152 E
O meridiano 152 E é um meridiano que, partindo do Polo Norte, atravessa o Oceano Ártico, Ásia, Oceano Índico, Austrália, Oceano Antártico, Antártida e chega ao Polo Sul. Forma um círculo máximo com o Meridiano 28 W.
Começando no Polo Norte, o meridiano 152º Este tem os seguintes cruzamentos:
| País, território ou mar         | Notas |
| ------------------------------- | --- |
| Oceano Ártico                   | |
| Mar Siberiano Oriental          | |
| Rússia                          | |
| Mar de Okhotsk                  | |
| Rússia                          | Ilha Simushir, Ilhas Curilas                                                                                  |
| Oceano Pacífico                 | |
| Estados Federados da Micronésia | Ilhas Chuuk                                                                                                   |
| Oceano Pacífico                 | |
| Papua-Nova Guiné                | Ilhas Tabar                                                                                                   |
| Oceano Pacífico                 | |
| Papua-Nova Guiné                | Ilha da Nova Irlanda                                                                                          |
| Mar de Bismarck                 | |
| Papua-Nova Guiné                | Ilha da Nova Bretanha                                                                                         |
| Mar de Bismarck                 | |
| Papua-Nova Guiné                | Ilha da Nova Bretanha                                                                                         |
| Mar de Salomão                  | Passa pelas Ilhas Marshall Bennett, Papua-Nova Guiné · Passa pelo Arquipélago das Luisíadas, Papua-Nova Guiné |
| Oceano Pacífico                 | Mar de Coral - passa nas Ilhas do Mar de Coral, Austrália                                                     |
| Austrália                       | Queensland Nova Gales do Sul Queensland Nova Gales do Sul                                                     |
| Oceano Pacífico                 | |
| Oceano Antártico                | |
| Antártida                       | Território Antártico Australiano, reclamado pela Austrália                                                    |